# Luray (Carolina do Sul)
Luray é uma cidade  localizada no estado norte-americano de Carolina do Sul, no Condado de Hampton.

## Demografia
Segundo o censo norte-americano de 2000, a sua população era de 115 habitantes.
Em 2006, foi estimada uma população de 113, um decréscimo de 2 (-1.7%).

## Geografia
De acordo com o United States Census Bureau tem uma área de
2,8 km², dos quais 2,8 km² cobertos por terra e 0,0 km² cobertos por água.

## Localidades na vizinhança
O diagrama seguinte representa as localidades num raio de 16 km ao redor de Luray.